# Gastone Pasolini
Gastone Pasolini (Città di San Marino, 23 gennaio 1932 – Borgo Maggiore, 19 dicembre 2016) è stato un politico e sindacalista sammarinese.

## Biografia
Volto storico del sindacalismo sammarinese, partecipò a tutti i congressi del Confederazione Sammarinese del Lavoro (CSdL) dal 1957 al 1978.
Come membro del Partito Comunista Sammarinese ricoprì la carica di Capitano Reggente nel semestre 1º aprile - 1º ottobre 1981 assieme a Maria Lea Pedini, prima donna a ricoprire questa carica. 
Nel 1986 è stato l'unico membro sammarinese a partecipare al IX congresso del Partito Socialista Unificato di Germania (SED) a Berlino Est al Palast der Republik come rappresentante del Partito Comunista Sammarinese.
In seguito alla dissoluzione del Partito Comunista Sammarinese nel 1990 aderì al Partito Socialista Sammarinese e nel 2005 aderì al nuovo Partito dei Socialisti e dei Democratici, da cui uscì poco dopo assieme a 17 consiglieri ha lasciato il Partito dei Socialisti e dei Democratici e fondò il partito Partito della Sinistra - Zona Franca nata corrente interna del partito Zona Franca, che poco dopo è entrato a far parte di Sinistra Unita.
Il 25 febbraio 2009 è stato nominato presidente di Sinistra Unitae al I° congresso di Sinistra Unita che si è tenuto a Domagnano il 24-25 gennaio 2015 è stato ufficialmente acclamato compre presidente del partito. 
Nel giugno 2015 ha accompagnato nella visita a San Marino Yamila Pita, responsabile per l'Italia del Partito Comunista di Cuba assieme a Roger Lopez Garcia, consigliere politico presso l'ambasciata di Cuba a Roma.
È morto il 19 dicembre 2016 a 84 anni, ed è stato sepolto nel cimitero di Serravalle con funerale laico.